# Chris Leitch
Chris Leitch (* 1. April 1979 in Columbus, Ohio) ist ein ehemaliger US-amerikanischer Fußballspieler, der auf der Position eines Abwehrspielers spielte.
Seit dem 10. August 2015 ist er Technischer Direktor des Major-League-Soccer-Franchises San José Earthquakes. Dort leitete er bereits seit 2012 das Jugendentwicklungsprogramm.

## Karriere

### Anfänge und Collegefußball
Leitch begann seine aktive Karriere als Fußballspieler im Jahre 1994 in der Fußballmannschaft an der Pickerington High School aus Pickerington in Ohio. Nachdem er von 1994 bis 1997 als Fußballspieler, wie auch als Basketballspieler große Erfolge feiern konnte, wechselte er zu den „North Carolina Tar Heels“ an die University of North Carolina at Chapel Hill, die er von 1998 bis 2001 besuchte. In dieser Zeit kam er auf respektable 88 Einsätze, wobei er in 87 dieser Partien von Spielbeginn an am Platz stand. In den vier Jahren an der Universität erzielte er insgesamt zwei Treffer, feierte viele Erfolge und erhielt verschiedene Auszeichnungen.

### Vereinskarriere

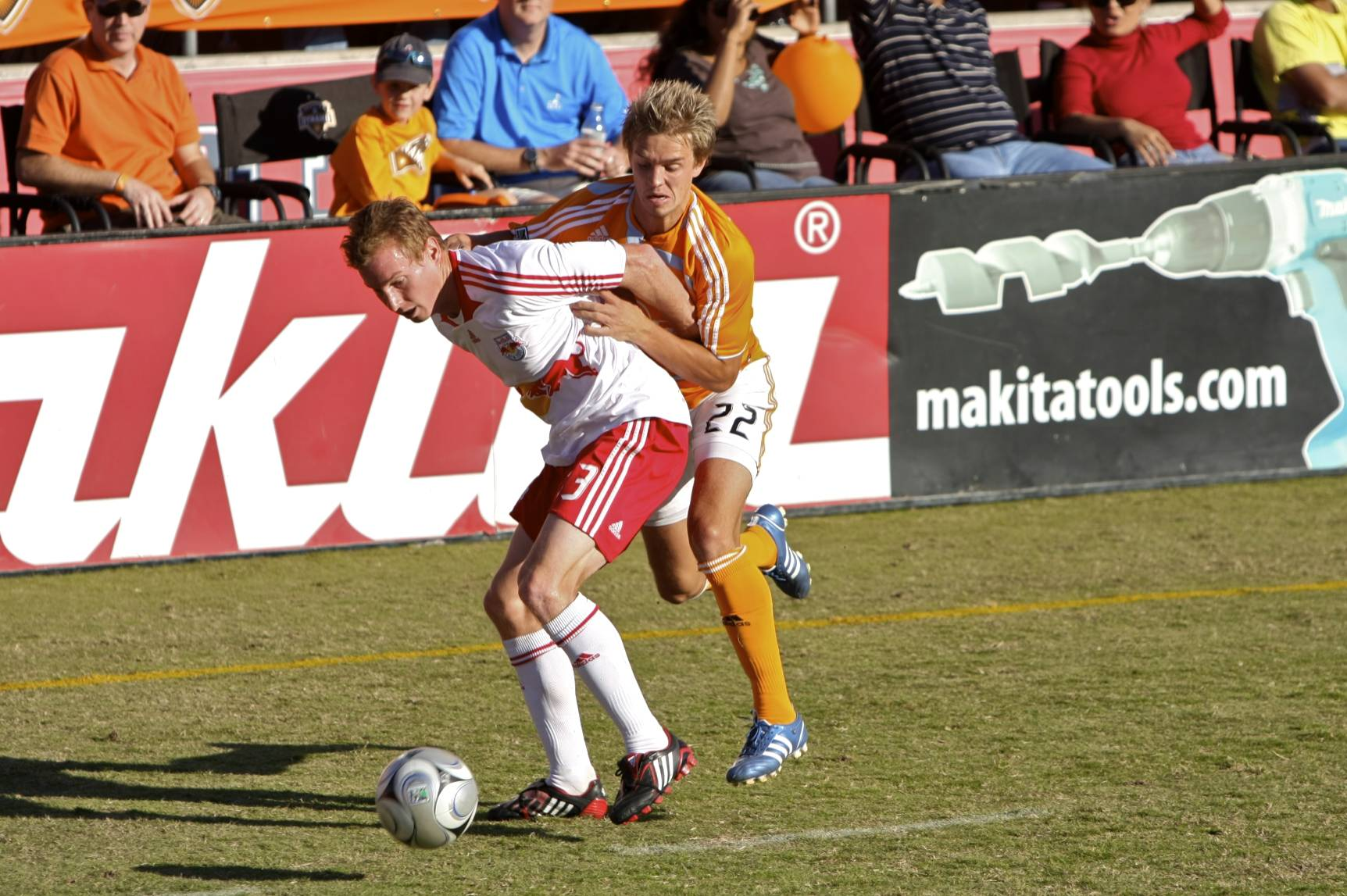
Chris Leitch (vorne) im Zweikampf mit Stuart Holden (2008)

Im MLS SuperDraft 2002 wurde Leitch in der vierten Runde als 47. Pick zu Columbus Crew in die Major League Soccer gedraftet. Nach nur einem Jahr und 13 Einsätzen für die Crew transferierte Leitch zu den MetroStars, die ebenfalls in der MLS spielten. Sein Vereinsdebüt bei Metro feierte er am 19. April 2003 gegen L.A. Galaxy bei einem 1:1-Remis. Während der Saison 2003 verletzt sich Leitch am rechten Knöchel und fiel so für insgesamt neun Spiele aus. In der Saison 2004 wurde er innerhalb der Mannschaft als Iron Man ausgezeichnet, da er die meisten absolvierten Spielminuten des gesamten Teams vorzuweisen hatte. Am Ende der Saison kam er im Hin- und Rückspiel des Playoffs im Halbfinale der Eastern Conference zum Einsatz. 2005 kam er auf die zweithöchste Anzahl absolvierter Spielminuten seiner Karriere. Ab der Saison 2006 spielte Leitch, nachdem er in 72 Partien für die MetroStars zum Einsatz gekommen war, erneut für seinen ehemaligen Verein Columbus Crew. Nach 24 Spielen für die Crew wurde Leitch zu einem Free Agent, jedoch wählte er kurz darauf den unter neuem Namen spielenden Fußballklub New York Red Bulls (vormals MetroStars) als seine nächste Station. Mit den Red Bulls schaffte er es im Jahre 2008 bis ins Finale des MLS Cups, wo man im ausverkauften Home Depot Center, der Columbus Crew mit 3:1 unterlegen war. Bis zu seinem Abgang im März 2009 kam er für RBNY in 29 Partien zum Einsatz. Beim Start der Saison 2009 am 2. März wurde Leitch im Tausch für eine unbekannte Summe und einen internationalen Transferplatz zu den San José Earthquakes transferiert. Im Gegenzug wurden der Stürmer John Cunliffe, sowie der deutsch-äthiopische Mittelfeldspieler Michael Ghebru vom Spielbetrieb „freigestellt“ und waren daraufhin vertragslos.

## Erfolge
- Tom Evins Award: 1999
- Nicholas Douglass Potter Coaches Award: 2000
- Einberufung ins All-Tournament-Team beim Nike Carolina Classic-Turnier: 2000
- All-ACC Team: 2001
- NCAA National Championship: 2001
- Gewinner des Lamar Hunt U.S. Open Cups: 2002 mit Columbus Crew
- MLS-Cup-Finale: 2008 mit den NYRB